# Turnera coerulea
Turnera coerulea là một loài thực vật có hoa trong họ Lạc tiên. Loài này được Sessé & Moc. ex DC. miêu tả khoa học đầu tiên năm 1828.